# Saxifraga facchinii
Saxifraga facchinii is een zeldzame steenbreeksoort die endemisch is in de Dolomieten.

## Beschrijving
Deze steenbreeksoort is een overblijvende plant die 3-5-7 cm hoog wordt.
Ze groeit in kleine polletjes of veldjes met ook niet bloeiende rozetten.
De blaadjes worden 2 mm breed en 6-10 mm lang.
Zowel de bladoppervlak als de bladrand zijn klierachtig behaard. Ook de korte stengel is klierachtig behaard en steekt nauwelijks boven de rozetten uit.
Er zijn één tot vier bloemen per bloemstengel. De kroonblaadjes zijn lichtgeel tot fel- of donkerpaars en omgekeerd eirond. Ze zijn iets langer als de eironde, klierachtig behaarde kelkbladen..

## Verspreiding
Deze steenbreek komt volgens Xaver Finkenzeller in de Zuid-Tiroler Alpen en de Dolomieten voor. Volgens Oskar Angerer is ze endemisch in de Dolomieten tussen Gröden en Latemar.
Ze komt daar voor op rotsige plaatsen, tussen losse stenen, op kalk, op hoogten van 2250-3000 meter. Een Italiaanse flora vermeldt hoogten van 2400-3000 meter.
Volgens Thomas Götz komt ze in de Dolomieten op slechts drie bergmassieven voor, namelijk de Rosengarten, het Sellamassief en het Langkofelmassief. Ze komt daar met name voor in de directe nabijheid van de toppen.